# مونیوتیو
مونیتیو دهستانی در استان آبیلای اسپانیا است.
در این دهستان ۱۱۷ نفر زندگی می‌کنند. مساحت این دهستان ۱۹٫۹۸ کیلومتر مربع است.